# 世にも奇妙な物語 冬の特別編 (1996年)
『世にも奇妙な物語 冬の特別編』（よにもきみょうなものがたり ふゆのとくべつへん）は、1996年1月4日（木曜）21:00 - 23:18（JST）にフジテレビで放送された『世にも奇妙な物語』の特別編。

## 追っかけ

### キャスト
- 佐藤ひろし - 保阪尚輝
- 園田麗子 - 芳本美代子
- 課長・谷崎 - 中原潤
- 同僚・稲田 - 板倉光生
- 同僚・加藤 - 津久井啓太
- OL・秀子 - 長井律子
- OL・千恵 - 大島花子
- 警察官 - 濱近高徳
- 女子高校生 - 仲間由紀恵、平川鮎子、谷口あゆみ、小林愛、松原由佳、石川りの

### スタッフ
- 脚本 - 砂本量
- 演出 - 本広克行

## 赤ちゃん養育ソフト

### キャスト
- 渡辺俊彦 - 野村宏伸
- 渡辺紀子 - 永作博美
- 馬場 - 阿南健治
- 服部 - 河原崎建三

### スタッフ
- 脚本 - 三上幸四郎
- 演出 - 落合正幸

## ザ・ニュースキャスター
- 主演 - 飯島直子

## 先生の「あんなこと」

### キャスト
- 加藤喜一 - 西村雅彦
- 伊藤敏恵 - 奥菜恵
- 教師・斉藤 - 榊原利彦
- 教師・高木 - 栗原絵美
- 同僚教師 - 野仲功、ト字たかお、松村明
- 女王様 - 穂村柳明
- 財布忘れた男 - 片野晴道
- 男子高校生 - 関野吉記、中川雄介、坂本和章、須藤優

### スタッフ
- 脚本 - 小野喜世仁
- 演出 - 鈴木雅之

## 熊の木本線

### キャスト
- 私 - 石田純一
- 男 - 金田明夫
- 運転手 - 近藤芳正
- 赤ら顔の男 - 吉江芳成
- 若い男 - 岡野進一郎
- 親戚 - 不破万作、松尾智昭
- 若い女 - 舟木幸子
- 編集者 - 宮元大誠
- 村人 - 上部光弘、深澤幸太、村田和代、吉見絹、安田年一
- 老人 - 左右田一平

### スタッフ
- 原作 - 筒井康隆「熊の木本線」（『おれに関する噂』所収 / 新潮社）
- 脚本 - 戸田山雅司
- 演出 - 小椋久雄